# Roberto Lorenz

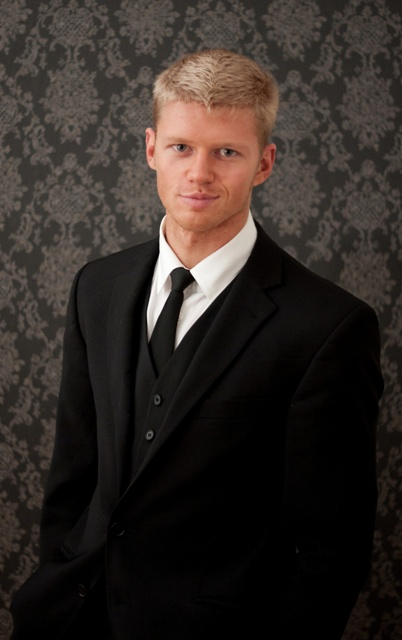
Roberto Lorenz (2011)

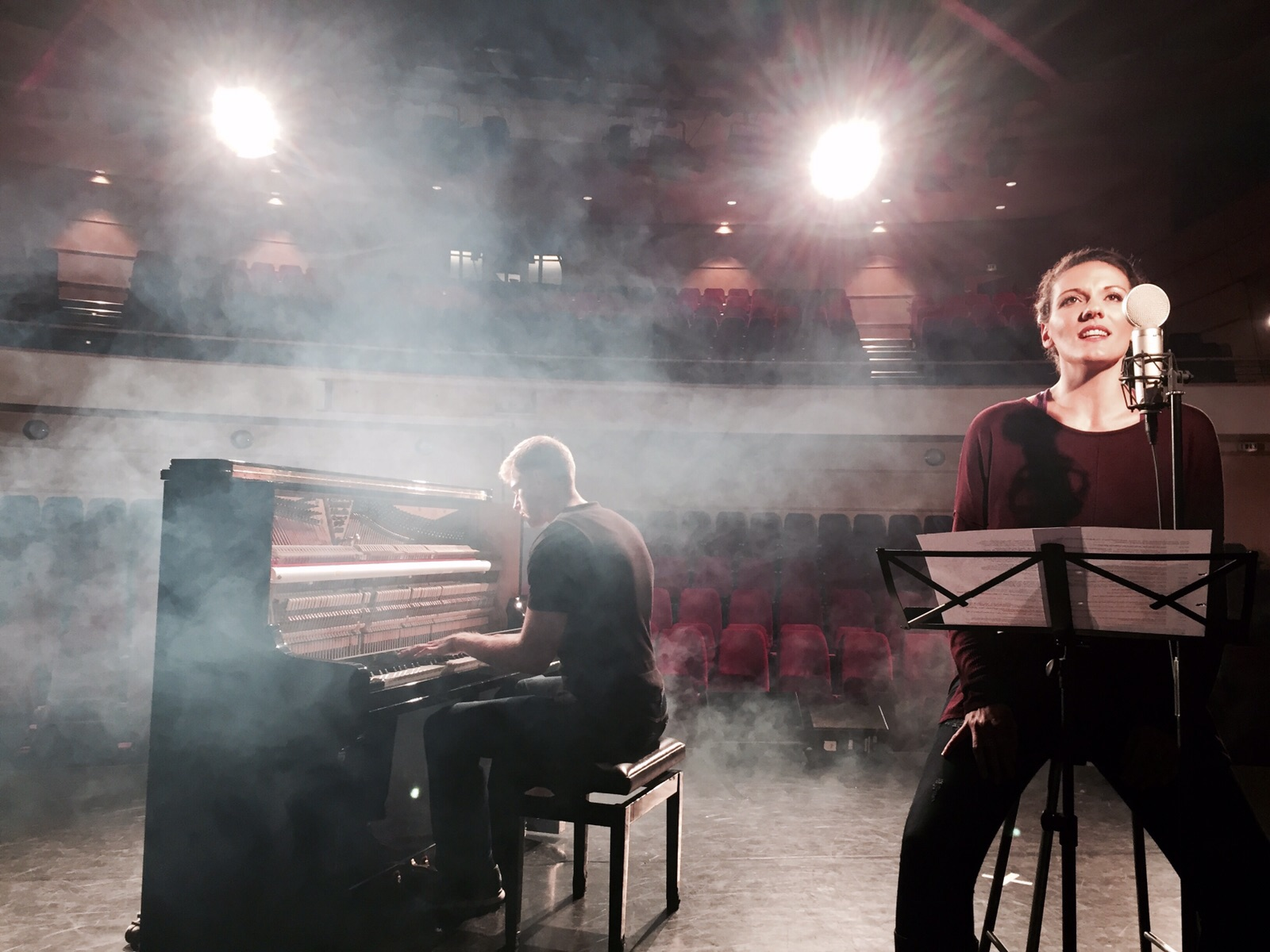
Roberto Lorenz mit Sängerin Kerstin Ibald (2015)

Roberto Lorenz (* 1984 in Dresden) ist ein deutscher Pianist und Komponist.

## Biografie
Lorenz erlernte Klavierspiel und Komposition autodidaktisch in seiner Kindheit. 2007 konzertierte er erstmals im Quartier an der Frauenkirche Dresden (Neumarkt (Dresden) #Quartier I). Seither gibt er jährlich bis zu 100 Konzerte in Sachsen. Nach seinem Debütalbum „Schlafwandlerpfad“ 2011 erschien 2015 sein Album „Heimkehr“; beide Klavierzyklen sind weltweit in den Formaten Audio-CD und MP3-Download erhältlich. Kennzeichnend für seine Klavierwerke ist ein filigraner, melodiebetonter Kompositionsstil.
2012 arrangierte Lorenz die Videospielmusik zu zahlreichen Computerdenkspielen der Serie „Pushover AmigaOS4 port“. Im November 2015 begleitete er die Sängerin und Theaterschauspielerin Kerstin Ibald im offiziellen Musikvideo zu „Lieb das Kind in dir“ am Klavier. 2016 verfasste er die Musik zu dem österreichischen Kurzfilm „Fit for democracy?“ und komponierte die Bühnenmusik für das Theaterstück „Schwere-lose Misa“ im Auftrag des Kulturfestivals Styriarte. Hier setzte Lorenz erstmals auch dissonante Akzente und Elemente des Underscoring ein.
2017 folgte sein Album „Egyptian Harp for Meditation“. Im selben Jahr schrieb er Klavierstücke für das Bühnenwerk „Misa denkt Fliegen“. Ebenfalls 2017 veröffentlichte er sein viertes Klavieralbum „Meeresland“. 2018 erschien sein Album „Relaxing Harp for Meditation“. 2020 folgten „Egyptian Harp for Meditation Vol. 2“, „Renaissance Reimagined“, „Music for Anne Boleyn - Court music from her rise and reign“ und „Music for Elizabeth I. - Court music from her reign“. Mit einem Stipendium der GEMA produzierte er 2022 das Album „Oriental Meditation for Flute and Harp“.

## Werke (Auswahl)
- „Schlafwandlerpfad“ (2011) (Klavierzyklus)
  - Plappermäulchen
  - Die Zimtnacht
  - Nackenlinie
  - Lied vom Blut
  - Äquatortaufe

- „Heimkehr“ (2015) (Klavierzyklus)
  - Ein Rätsel im Licht
  - Seeräuberspiel
  - Das Goldsieb
  - Vögel zwischen Eisschollen
  - Das Wasserlichtzittern
- „Egyptian Harp for Meditation“ (2017) (Kompositionen für Harfe)
- „Meeresland“ (2017) (Klavierzyklus)
- „Relaxing Harp for Meditation“ (2018) (Kompositionen für Harfe)

## Diskografie
Alben
- 2011: Schlafwandlerpfad
- 2015: Heimkehr
- 2017: Egyptian Harp for Meditation
- 2017: Meeresland
- 2018: Relaxing Harp for Meditation
- 2020: Egyptian Harp for Meditation Vol. 2
- 2020: Renaissance Reimagined
- 2020: Music for Anne Boleyn - Court music from her rise and reign
- 2020: Music for Elizabeth I - Court music from her reign
- 2022: Oriental Meditation for Flute and Harp

## Musik für Film und Theater
- 2016: „Fit for democracy?“ (Kurzfilm, Produktion F8; Kulturkontakt Austria)
- 2016: „Schwere-lose Misa“ (Theaterstück, Produktion: K&K – Verein der Kunst für Kinder/Regina Picker; Koproduktion: Styriarte)
- 2017: „Misa denkt Fliegen“ (Theaterstück, Produktion: K&K – Verein der Kunst für Kinder/Regina Picker; Koproduktion: WUK)